# تپه قلعه بنیاد
تپه قلعه بنیاد مربوط به هزاره اول قبل از میلاد است و در میانه، ۵ کیلومتری جاده میانه به تبریز، ضلع غربی رودخانه میانه چای واقع شده و این اثر در تاریخ ۸ بهمن ۱۳۸۵ با شمارهٔ ثبت ۱۶۹۸۳ به‌عنوان یکی از آثار ملی ایران به ثبت رسیده است.